# David Denman
David Denman (ur. 25 lipca 1973 w Newport Beach, w stanie Kalifornia) – amerykański aktor filmowy i telewizyjny. Jako aktor zadebiutował w filmie Sezon rezerwowych. Inne filmy, w których wystąpił, to m.in. Afera poniżej zera, Duża ryba, Dziewiątki, Shutter, Recepta na szczęście, Fanboys, Uczciwa gra, 1000 lat po Ziemi, Jobs, 13 godzin: Tajna misja w Benghazi i Power Rangers.
Do jego występów w telewizji należą takie seriale jak Rozmowy w korku, Outcast, Parenthood, Jej Szerokość Afrodyta, Anioł ciemności, Ostry dyżur, Z Archiwum X, Mad Men, Detektywi i Biuro.
Jest żonaty z Mercedes Mason, z którą ma jednego syna.